# Russell Allen (ciclista)
Russell D. Allen (Orwell, 10 de março de 1913 — 2 de abril de 2012) foi um ciclista olímpico norte-americano. Representou sua nação na prova de perseguição por equipes (4.000 m) nos Jogos Olímpicos de Verão de 1932, em Los Angeles.